# 斯特凡·埃塞爾
斯特凡·弗雷德里克·埃塞爾（法語：Stéphane Frédéric Hessel，1917年10月20日—2013年2月27日），生於德國柏林，法國外交官、大使、作家，法國二次大戰期間反抗運動成員，德國納粹集中營生還者。

## 生平
1917年，埃賽爾生於柏林，一個信奉新教的猶太人家庭。1924年，全家移居法國巴黎。
二次世界大戰爆發後，埃塞爾拒絕服從法國維琪政府，於1939年逃亡至英國倫敦，之後加入法國反抗運動，再度回到歐洲。1944年，遭德國蓋世太保逮捕，送入集中營。他在被轉送往伯根-贝尔森集中营途中，逃亡成功，前往汉诺威，在此地遇到進攻德國的美國陸軍，因此得救。